# Jonathan Soriano
Jonathan Soriano Casas (n. 24 septembrie 1985) este un fotbalist spaniol care evoluează la clubul FC Red Bull Salzburg în Austria, pe poziția de atacant.

## Statistici carieră
La 2 martie 2014.
| Club              | Sezon   | Campionat | Campionat | Cupă | Cupă | Europa1 | Europa1 | Altele2 | Altele2 | Total | Total |
| Club              | Sezon   | M         | G         | M    | G    | M       | G       | M       | G       | M     | G     |
| ----------------- | ------- | --------- | --------- | ---- | ---- | ------- | ------- | ------- | ------- | ----- | ----- |
| Red Bull Salzburg | 2011–12 | 10        | 3         | 2    | 2    | —       | —       | -       | -       | 12    | 5     |
| Red Bull Salzburg | 2012–13 | 32        | 26        | 3    | 3    | 1       | 0       | -       | -       | 36    | 29    |
| Red Bull Salzburg | 2013–14 | 17        | 21        | 3    | 3    | 9       | 11      | -       | -       | 29    | 35    |
| Red Bull Salzburg | Total   | 59        | 50        | 8    | 8    | 10      | 11      | -       | -       | 77    | 69    |

1 Include UEFA Champions League și UEFA Cup / Europa League.